# (4097) Tsurugisan
(4097) Tsurugisan ist ein Hauptgürtelasteroid, der am 18. November 1987 von Tsutomu Seki am Geisei-Observatorium entdeckt wurde.
Der Asteroid wurde nach dem japanischen Berg Tsurugi-san benannt.